# Volta à Romandia de 2016
A 70.ª edição da competição ciclista Volta à Romandia celebrou-se na Suíça entre 26 de abril e 1 de maio de 2016 sobre um percurso de 705,6 quilómetros.
Fez parte do UCI World Tour de 2016, sendo a décima quarta competição do calendário de máxima categoria mundial.
A corrida foi vencida pelo corredor colombiano Nairo Quintana da equipa Movistar Team, em segundo lugar Thibaut Pinot (FDJ) e em terceiro lugar Íon Izagirre (Movistar Team).

## Equipas participantes
Tomaram parte na carreira 20 equipas: os 18 UCI Pro Team (ao ser obrigada a sua participação); mais 2 equipas Profissionais Continentais convidados pela organização (Team Roth e Wanty-Groupe Gobert). A cada formação esteve integrada por 8 corredores, formando assim um pelotão de 160 ciclistas.
| Equipa              | Cód. UCI | Categoria                |
| ------------------- | -------- | ------------------------ |
| Team Katusha        | KAT      | UCI Pro Team             |
| Tinkoff             | TNK      | UCI Pro Team             |
| Team Sky            | SKY      | UCI Pro Team             |
| BMC Racing Team     | BMC      | UCI Pro Team             |
| Etixx-Quick Step    | EQS      | UCI Pro Team             |
| Movistar Team       | MOV      | UCI Pro Team             |
| Orica GreenEDGE     | OGE      | UCI Pro Team             |
| FDJ                 | FDJ      | UCI Pro Team             |
| Trek-Segafredo      | TFS      | UCI Pro Team             |
| Team LottoNL-Jumbo  | TLJ      | UCI Pro Team             |
| Lotto-Soudal        | LTS      | UCI Pro Team             |
| Lampre-Merida       | LAM      | UCI Pro Team             |
| Cannondale          | CPT      | UCI Pro Team             |
| IAM Cycling         | IAM      | UCI Pro Team             |
| AG2R La Mondiale    | ALM      | UCI Pro Team             |
| Astana Pro Team     | AST      | UCI Pro Team             |
| Dimension Data      | DDD      | UCI Pro Team             |
| Team Giant-Alpecin  | TGA      | UCI Pro Team             |
| Team Roth           | ROT      | Profissional Continental |
| Wanty-Groupe Gobert | WGG      | Profissional Continental |

## Etapas
O Tour de Romandia dispôs de seis etapas para um percurso total de 705,6 quilómetros.
| Etapa   | Data    | Percurso                              | type                      | Distância (km) | Vencedor         | Líder geral    |
| ------- | ------- | ------------------------------------- | ------------------------- | -------------- | ---------------- | -------------- |
| Prólogo | 26 abr. | La Chaux-de-Fonds – La Chaux-de-Fonds | prólogo                   | 3,95           | Ion Izagirre     | Ion Izagirre   |
| 1       | 27 abr. | Mathod – Moudon                       | etapa escarpada           | 100,5          | Marcel Kittel    | Ion Izagirre   |
| 2       | 28 abr. | Moudon – Morgins                      | alta montanha             | 177            | Nairo Quintana   | Nairo Quintana |
| 3       | 29 abr. | Sion – Sion                           | contrarrelógio individual | 15,11          | Thibaut Pinot    | Nairo Quintana |
| 4       | 30 abr. | Conthey – Villars-sur-Ollon           | alta montanha             | 172,7          | Chris Froome     | Nairo Quintana |
| 5       | 1 mai.  | Ollon – Genebra                       | etapa escarpada           | 177,4          | Michael Albasini | Nairo Quintana |

## Classificações finais
- As classificações finalizaram da seguinte forma:[6]

### Classificação geral
| Posição | Ciclista           | Equipa             | Tempo        |
| ------- | ------------------ | ------------------ | ------------ |
|         | Nairo Quintana     | Movistar           | 16h 20m 20s  |
| 2.º     | Thibaut Pinot      | FDJ                | a 19 s       |
| 3.º     | Íon Izagirre       | Movistar           | a 23 s       |
| 4.º     | Ilnur Zakarin      | Katusha            | a 26 s       |
| 5.º     | Tom Dumoulin       | Team Giant-Alpecin | a 57 s       |
| 6.º     | Rui Costa          | Lampre-Merida      | a 1 min 12 s |
| 7.º     | Simon Špilak       | Katusha            | a 1 min 16 s |
| 8.º     | Mathias Frank      | IAM                | m.t.         |
| 9.º     | Bauke Mollema      | Trek-Segafredo     | a 1 min 24 s |
| 10.º    | Tejay van Garderen | BMC Racing         | a 1 min 27 s |

### Classificação da montanha
| Posição | Ciclista           | Equipa       | Pontos |
| ------- | ------------------ | ------------ | ------ |
|         | Sander Armée       | Lotto-Soudal | 42     |
| 2.º     | Nairo Quintana     | Movistar     | 34     |
| 3.º     | Chris Froome       | Sky          | 28     |
| 4.º     | Pavel Kochetkov    | Katusha      | 24     |
| 5.º     | Tejay van Garderen | BMC Racing   | 22     |

### Classificação por pontos
| Posição | Ciclista         | Equipa          | Pontos |
| ------- | ---------------- | --------------- | ------ |
|         | Michael Albasini | Orica GreenEDGE | 91     |
| 2.º     | Íon Izagirre     | Movistar        | 81     |
| 3.º     | Thibaut Pinot    | FDJ             | 75     |
| 4.º     | Ilnur Zakarin    | Katusha         | 67     |
| 5.º     | Nairo Quintana   | Movistar        | 62     |

### Classificação dos jovens
| Posição | Ciclista      | Equipa           | Pontos       |
| ------- | ------------- | ---------------- | ------------ |
|         | Pierre Latour | AG2R La Mondiale | 16h 22m 44s  |
| 2.º     | Damien Howson | Orica GreenEDGE  | a 1 min 57 s |
| 3.º     | Merhawi Kudus | Dimension Data   | a 2 min 49 s |
| 4.º     | Carlos Verona | Etixx-Quick Step | a 3 min 1 s  |
| 5.º     | Jan Polanc    | Lampre-Merida    | a 6 min 42 s |

### Classificação por equipas
| Posição | Equipa     | Tempo      |
| ------- | ---------- | ---------- |
|         | Movistar   | 49h 6m 36s |
| 2.º     | Katusha    | +1m 24s    |
| 3.º     | Cannondale | +10m 49s   |

## Evolução das classificações
| Etapa (Vencedor)               | Classificação geral | Classificação da montanha | Classificação por pontos | Classificação dos jovens | Classificação por equipas |
| ------------------------------ | ------------------- | ------------------------- | ------------------------ | ------------------------ | ------------------------- |
| Prólogo (Íon Izagirre)         | Íon Izagirre        | Louis Vervaeke            | Íon Izagirre             | Louis Vervaeke           | Movistar Team             |
| 1ª etapa (Marcel Kittel)       | Íon Izagirre        | Sander Armée              | Marcel Kittel            | Louis Vervaeke           | Movistar Team             |
| 2ª etapa (Nairo Quintana)      | Nairo Quintana      | Nairo Quintana            | Marcel Kittel            | Davide Formolo           | Cannondale                |
| 3ª etapa (CRI) (Thibaut Pinot) | Nairo Quintana      | Nairo Quintana            | Íon Izagirre             | Damien Howson            | Movistar Team             |
| 4ª etapa (Chris Froome)        | Nairo Quintana      | Nairo Quintana            | Íon Izagirre             | Pierre-Roger Latour      | Movistar Team             |
| 5ª etapa (Michael Albasini)    | Nairo Quintana      | Sander Armée              | Michael Albasini         | Pierre-Roger Latour      | Movistar Team             |
| Final                          | Nairo Quintana      | Sander Armée              | Michael Albasini         | Pierre-Roger Latour      | Movistar Team             |

## UCI World Tour
O Tour de Romandia 2016 outorga pontos para o UCI World Tour de 2016, para corredores de equipas nas categorias UCI Pro Team, Profissional Continental e Equipas Continentais. As seguintes tabelas são o barómetro de pontuação e os corredores que obtiveram pontos:
| Posição             | 1.ª | 2.ª | 3.ª | 4.ª | 5.ª | 6.ª | 7.ª | 8.ª | 9.ª | 10.ª |
| Classificação geral | 100 | 80  | 70  | 60  | 50  | 40  | 30  | 20  | 10  | 4    |
| Por etapa           | 6   | 4   | 2   | 1   | 1   |     |     |     |     |      |

| Classificação | Classificação      | Classificação      | Classificação | Classificação | Classificação |
| Posição       | Ciclista           | Equipa             | Geral         | Etapa         | Total         |
| ------------- | ------------------ | ------------------ | ------------- | ------------- | ------------- |
| 1.º           | Nairo Quintana     | Movistar Team      | 100           | 7             | 107           |
| 2.º           | Thibaut Pinot      | FDJ                | 80            | 9             | 89            |
| 3.º           | Íon Izagirre       | Movistar Team      | 70            | 10            | 80            |
| 4.º           | Ilnur Zakarin      | Team Katusha       | 60            | 5             | 65            |
| 5.º           | Tom Dumoulin       | Team Giant-Alpecin | 50            | 8             | 58            |
| 6.º           | Rui Costa          | Lampre-Merida      | 40            | 2             | 42            |
| 7.º           | Simon Špilak       | Team Katusha       | 30            | -             | 30            |
| 8.º           | Mathias Frank      | IAM Cycling        | 20            | -             | 20            |
| 9.º           | Bauke Mollema      | Trek-Segafredo     | 10            | -             | 10            |
| 10.º          | Tejay van Garderen | BMC Racing Team    | 4             | -             | 4             |

Ademais, também outorgou pontos para o UCI World Ranking (classificação global de todas as carreiras internacionais).
| Posição             | 1º  | 2º  | 3º  | 4º  | 5º  | 6º  | 7º  | 8º  | 9º  | 10º |
| Classificação geral | 500 | 400 | 325 | 275 | 225 | 175 | 150 | 125 | 100 | 85  |
| Por etapa           | 60  | 25  | 10  |     |     |     |     |     |     |     |
| Líder               | 10  |     |     |     |     |     |     |     |     |     |

| Classificação | Classificação      | Classificação      | Classificação | Classificação | Classificação | Classificação |
| Posição       | Ciclista           | Equipa             | Geral         | Etapa         | Líder         | Total         |
| ------------- | ------------------ | ------------------ | ------------- | ------------- | ------------- | ------------- |
| 1.º           | Nairo Quintana     | Movistar Team      | 500           | 60            | 40            | 600           |
| 2.º           | Thibaut Pinot      | FDJ                | 400           | 70            | -             | 470           |
| 3.º           | Íon Izagirre       | Movistar Team      | 325           | 85            | 20            | 430           |
| 4.º           | Ilnur Zakarin      | Team Katusha       | 275           | 25            | -             | 300           |
| 5.º           | Tom Dumoulin       | Team Giant-Alpecin | 225           | 50            | -             | 275           |
| 6.º           | Rui Costa          | Lampre-Merida      | 175           | 10            | -             | 185           |
| 7.º           | Simon Špilak       | Team Katusha       | 150           | -             | -             | 150           |
| 8.º           | Mathias Frank      | IAM Cycling        | 125           | -             | -             | 125           |
| 9.º           | Bauke Mollema      | Trek-Segafredo     | 100           | -             | -             | 100           |
| 10.º          | Tejay van Garderen | BMC Racing Team    | 85            | -             | -             | 85            |